# Ugur Taner
Ugur Taner (Estambul, Turquía, 20 de junio de 1974) es un nadador estadounidense de origen turco retirado especializado en pruebas de estilo libre, donde consiguió ser campeón mundial en 1994 en los 4x100 metros estilo libre.

## Carrera deportiva
En el Campeonato Mundial de Natación de 1994 celebrado en Roma, ganó la medalla de oro en los relevos de 4x100 metros estilo libre, con un tiempo de 3:16.90 segundos, por delante de Rusia (plata con 3:18.12 segundos) y Brasil (bronce con 3:19.35 segundos).